# Bhanvad
Bhanvad é uma cidade e um município no distrito de Devbhoomi Dwarka, no estado indiano de Gujarat.

## Geografia
Bhanvad está localizada a 21° 56′ N, 69° 47′ L. Tem uma altitude média de 57 metros (187 pés).

## Demografia
Segundo o censo de 2001, Bhanvad tinha uma população de 19 709 habitantes. Os indivíduos do sexo masculino constituem 51% da população e os do sexo feminino 49%. Bhanvad tem uma taxa de literacia de 68%, superior à média nacional de 59,5%; a literacia no sexo masculino é de 76% e no sexo feminino é de 60%. 12% da população está abaixo dos 6 anos de idade.